# 台湾竹叶草
台湾竹叶草（学名：Oplismenus compositus var. formosanus）为禾本科求米草属下的一个变种。